# Цюрих (шаховий турнір)
Zurich Chess Challenge (ZCC) - один з основних міжнародних шахових турнірів, у якому швидкі шахи поєднані з класичними та бліцом. Цюрих є виставковим типом турніру, за атмосферою схожим на колишній Амбер атмосферу, чим можна пояснити порівняну коротку тривалість усього заходу. Він проходить у Цюриху (Швейцарія). головним спонсором є російський бізнесмен Олег Скворцов.

## Zurich Chess Challenge 2012
Zurich Chess Challenge 2012 був матчем з шести ігор між Володимиром Крамником (Росія) і Левоном Ароняном (Вірменія), який проходив з 21 по 28 квітня 2012 року. Кожен гравець виграв по одній партії, а решту чотири завершились унічию.
|                           | Рейтинг | 1 | 2 | 3 | 4 | 5 | 6 | Загалом | Зміна рейтингу |
| ------------------------- | ------- | - | - | - | - | - | - | ------- | -------------- |
| Володимир Крамник (Росія) | 2801    | 0 | ½ | 1 | ½ | ½ | ½ | 3       | +2             |
| Левон Аронян (Вірменія)   | 2820    | 1 | ½ | 0 | ½ | ½ | ½ | 3       | −2             |

## Zurich Chess Challenge 2013
Zurich Chess Challenge 2013 пройшов з 23 лютого по 1 березня 2013 року, Його переможцем став італієць Фабіано Каруана.
| № | Гравець                 | Рейтинг | 1   | 2   | 3   | 4   | Очки | Зміна рейтингу |
| - | ----------------------- | ------- | --- | --- | --- | --- | ---- | -------------- |
| 1 | Фабіано Каруана (ITA)   | 2757    | X X | ½ 1 | ½ ½ | ½ 1 | 4    | +12            |
| 2 | Вішванатан Ананд (IND)  | 2780    | ½ 0 | X X | ½ 1 | ½ ½ | 3    | −1             |
| 3 | Володимир Крамник (RUS) | 2810    | ½ ½ | ½ 0 | X X | ½ ½ | 2½   | −9             |
| 4 | Борис Гельфанд (ISR)    | 2740    | ½ 0 | ½ ½ | ½ ½ | X X | 2½   | −1             |

## Zurich Chess Challenge 2014
Zurich Chess Challenge 2014 пройшов з 29 січня по 4 лютого 2014 року. Середній рейтинг його учасників становив 2801, найвищий до того часу за всю історію шахових змагань, а також перший за всю історію турнір 23-ї категорії. Переможцем турніру став Магнус Карлсен. 
У день відкриття відбулося п'ять раундів бліцу, які виграв Карлсен. У них вирішувався подальший посів. Основний турнір складався з п'яти турів класичних шахів і, зрештою, п'ять раундів швидких шахів у день закриття.

### Результати бліцу
| № | Гравець                | Рейтинг Ело в бліц | 1 | 2 | 3 | 4 | 5 | 6 | Очки | SB   |
| - | ---------------------- | ------------------ | - | - | - | - | - | - | ---- | ---- |
| 1 | Магнус Карлсен (NOR)   | 2837               | X | ½ | 1 | 0 | 1 | ½ | 3    | 7.25 |
| 2 | Левон Аронян (ARM)     | 2863               | ½ | X | 0 | ½ | 1 | 1 | 3    | 6.75 |
| 3 | Хікару Накамура (USA)  | 2879               | 0 | 1 | X | 1 | ½ | 0 | 2½   | 6.75 |
| 4 | Фабіано Каруана (ITA)  | 2697               | 1 | ½ | 0 | X | 0 | 1 | 2½   | 6    |
| 5 | Вішванатан Ананд (IND) | 2827               | 0 | 0 | ½ | 1 | X | 1 | 2½   | 5.25 |
| 6 | Борис Гельфанд (ISR)   | 2719               | ½ | 0 | 1 | 0 | 0 | X | 1½   | 4    |

### Результати в класичні шахи
| № | Гравець                | № в рейтингу | Рейтинг Ело | 1 | 2 | 3 | 4 | 5 | 6 | Очки | Зміна рейтингу |
| - | ---------------------- | ------------ | ----------- | - | - | - | - | - | - | ---- | -------------- |
| 1 | Магнус Карлсен (NOR)   | 1            | 2872        | X | ½ | 1 | 1 | ½ | 1 | 8    | +9             |
| 2 | Левон Аронян (ARM)     | 2            | 2812        | ½ | X | 0 | 1 | 1 | ½ | 6    | +4             |
| 3 | Фабіано Каруана (ITA)  | 6            | 2782        | 0 | 1 | X | ½ | ½ | ½ | 5    | +2             |
| 4 | Хікару Накамура (USA)  | 3            | 2789        | 0 | 0 | ½ | X | 1 | ½ | 4    | −4             |
| 5 | Вішванатан Ананд (IND) | 9            | 2773        | ½ | 0 | ½ | 0 | X | 1 | 4    | −3             |
| 6 | Борис Гельфанд (ISR)   | 8            | 2777        | 0 | ½ | ½ | ½ | 0 | X | 3    | −8             |
Якщо гра закінчилася внічию за менш як 40 ходів, то ці два гравці зобов'язані були грати швидку гру, хоча саме ці швидкі партії не мали жодного стосунку до турнірної таблиці. Дві такі гри відбулись: Гельфанд–Аронян (0-1) у третьому турі і Гельфанд–Накамура (1-0) в п'ятому раунді.

### Результати в швидкі шахи
| № | Гравець                | Рейтинг Ело в швидкі шахи | 1 | 2 | 3 | 4 | 5 | 6 | Очки | Зміна рейтингу |
| - | ---------------------- | ------------------------- | - | - | - | - | - | - | ---- | -------------- |
| 1 | Фабіано Каруана (ITA)  | 2812                      | X | 1 | ½ | 1 | ½ | 1 | 4    | +28            |
| 2 | Хікару Накамура (USA)  | 2826                      | 0 | X | 1 | ½ | 1 | 1 | 3½   | +15            |
| 3 | Левон Аронян (ARM)     | 2770                      | ½ | 0 | X | 1 | ½ | 1 | 3    | +15            |
| 4 | Магнус Карлсен (NOR)   | 2845                      | 0 | ½ | 0 | X | 1 | ½ | 2    | −18            |
| 5 | Борис Гельфанд (ISR)   | 2735                      | ½ | 0 | ½ | 0 | X | ½ | 1½   | −10            |
| 6 | Вішванатан Ананд (IND) | 2800                      | 0 | 0 | 0 | ½ | ½ | X | 1    | −30            |

### Об'єднані остаточні результати
При обчисленні остаточних результатів за класичну гру шахісти отримували 2-1-0 бали і кожну швидку гру 1-½-0.
| № | Гравець                | Очки |
| - | ---------------------- | ---- |
| 1 | Магнус Карлсен (NOR)   | 10   |
| 2 | Фабіано Каруана (ITA)  | 9    |
| 3 | Левон Аронян (ARM)     | 9    |
| 4 | Хікару Накамура (USA)  | 7½   |
| 5 | Вішванатан Ананд (IND) | 5    |
| 6 | Борис Гельфанд (ISR)   | 4½   |

## Zurich Chess Challenge 2015
Турнір 2015 року відвідали Фабіано Каруана, Вішванатан Ананд, Володимир Крамник, Левон Аронян, Сергій Карякін і Хікару Накамура. Турнір проходив з 13 по 19 лютого 2015 року в готелі Савой Баур ен Віль у Цюриху.
Бліц-турнір визначив розподіл кольорів у перший день основного турніру (п'ятницю, 13 лютого 2015 року). Після відкриття учасники зіграли по 5 класичних ігор, а потім ще по 5 у швидкі шахи в останній день турніру. Як і попереднього разу, якщо партія завершувалася внічию, то гравці повинні були зіграти ще одну партію у швидкі шахи.
Вішванатан Ананд і Хікару Накамура набрали по 9 очок. Хоча спочатку для визначення переможця планували швидку гру, але правила змінили в ході турніру і відбулась гра армагеддон, у якій Хікару Накамура виграв чорними і в підсумку став переможцем турніру.

### Результати бліцу
| № | Гравець                 | Рейтинг Ело в бліц | 1 | 2 | 3 | 4 | 5 | 6 | Очки | SB   |
| - | ----------------------- | ------------------ | - | - | - | - | - | - | ---- | ---- |
| 1 | Левон Аронян (ARM)      | 2777               | X | ½ | 1 | 1 | ½ | 1 | 4    | 8.75 |
| 2 | Фабіано Каруана (ITA)   | 2811               | ½ | X | ½ | ½ | 1 | 1 | 3.5  | 6.75 |
| 3 | Вішванатан Ананд (IND)  | 2797               | 0 | ½ | X | 1 | 1 | 1 | 3.5  | 5.75 |
| 4 | Хікару Накамура (USA)   | 2776               | 0 | ½ | 0 | X | ½ | 1 | 2    | 3.25 |
| 5 | Володимир Крамник (RUS) | 2783               | ½ | 0 | 0 | ½ | X | 0 | 1    | 3    |
| 6 | Сергій Карякін (RUS)    | 2760               | 0 | 0 | 0 | 0 | 1 | X | 1    | 1    |

### Результати в класичні шахи
| № | Гравець                 | Рейтинг Ело | 1 | 2 | 3 | 4 | 5 | 6 | Очки | SB   |
| - | ----------------------- | ----------- | - | - | - | - | - | - | ---- | ---- |
| 1 | Вішванатан Ананд (IND)  | 2797        | X | 2 | 1 | 1 | 1 | 2 | 7    | 16.5 |
| 2 | Хікару Накамура (USA)   | 2776        | 0 | X | 1 | 2 | 2 | 1 | 6    | 12.5 |
| 3 | Володимир Крамник (RUS) | 2783        | 1 | 1 | X | 1 | 1 | 1 | 5    | 12.5 |
| 4 | Сергій Карякін (RUS)    | 2760        | 1 | 0 | 1 | X | 1 | 1 | 4    | 10   |
| 5 | Фабіано Каруана (ITA)   | 2811        | 1 | 0 | 1 | 1 | X | 1 | 4    | 10   |
| 6 | Левон Аронян (ARM)      | 2777        | 0 | 1 | 1 | 1 | 1 | X | 4    | 9.5  |

### Результати у швидкі шахи
| № | Гравець                 | Рейтинг Ело в швидкі шахи | 1 | 2 | 3 | 4 | 5 | 6 | Очки | SB   |
| - | ----------------------- | ------------------------- | - | - | - | - | - | - | ---- | ---- |
| 1 | Володимир Крамник (RUS) | 2783                      | X | 1 | 1 | 0 | ½ | 1 | 3.5  | 7.75 |
| 2 | Левон Аронян (ARM)      | 2777                      | 0 | X | ½ | 1 | 1 | ½ | 3    | 6.25 |
| 3 | Хікару Накамура (USA)   | 2776                      | 0 | ½ | X | ½ | 1 | 1 | 3    | 6    |
| 4 | Сергій Карякін (RUS)    | 2760                      | 1 | 0 | ½ | X | ½ | 0 | 2    | 6    |
| 5 | Вішванатан Ананд (IND)  | 2797                      | ½ | 0 | 0 | ½ | X | 1 | 2    | 4.25 |
| 6 | Фабіано Каруана (ITA)   | 2811                      | 0 | ½ | 0 | 1 | 0 | X | 1.5  | 2.5  |

### Тай-брейк
Після матчів Накамура і Ананд були лідерами, маючи по 9. Тай-брейк у вигляді армагеддону вирішив долю першого місця. Білі мали п'ять хвилин, а чорні - чотири. Білим потрібно було перемагати, а чорним достатньо було нічиєї. Хікару Накамура виграв чорними і став переможцем турніру. 

### Об'єднані остаточні результати
При обчисленні остаточних результатів за класичну гру шахісти отримували 2-1-0 бали і кожну швидку гру 1-½-0.
| № | Гравець                 | Очки |
| - | ----------------------- | ---- |
| 1 | Хікару Накамура (USA)   | 9.0  |
| 2 | Вішванатан Ананд (IND)  | 9.0  |
| 3 | Володимир Крамник (RUS) | 8.5  |
| 4 | Левон Аронян (ARM)      | 7.0  |
| 5 | Сергій Карякін (RUS)    | 6.0  |
| 6 | Фабіано Каруана (ITA)   | 5.5  |

## Zurich Chess Challenge 2016
Турнір 2016 року пройшов з 12 по 15 лютого. Цього разу не було частини з класичним контролем часу. При обчисленні остаточних результатів за швидку гру шахісти отримували 2-1-0 бали і кожну бліц-гру 1-½-0. Хікару Накамура виграв секцію бліц на тай-брейку і поділив з Вішванатаном Анандом першість у секції швидких шахів. Таким чином Накамура став переможцем турніру.
Також у ході турніру відбувся матч між Олександром Морозевичем і Борисом Гельфандом

### Результати у швидкі шахи
| № | Гравець                 | Рейтинг Ело в швидкі шахи | 1 | 2 | 3 | 4 | 5 | 6 | Очки | SB   |
| - | ----------------------- | ------------------------- | - | - | - | - | - | - | ---- | ---- |
| 1 | Вішванатан Ананд (IND)  | 2777                      | X | 1 | 1 | 2 | 1 | 2 | 7    | 15   |
| 2 | Хікару Накамура (USA)   | 2842                      | 1 | X | 1 | 2 | 2 | 1 | 7    | 15   |
| 3 | Володимир Крамник (RUS) | 2793                      | 1 | 1 | X | 1 | 1 | 2 | 6    | 13.5 |
| 4 | Левон Аронян (ARM)      | 2746                      | 0 | 0 | 1 | X | 2 | 1 | 4    | 7.5  |
| 5 | Олексій Широв (LAT)     | 2682                      | 1 | 0 | 1 | 0 | X | 1 | 3    | 8    |
| 6 | Аніш Гірі (NED)         | 2756                      | 0 | 1 | 0 | 1 | 1 | X | 3    | 7    |

### Результати бліцу
| № | Гравець                 | Рейтинг Ело в бліц | 1 | 2 | 3 | 4 | 5 | 6 | Очки | SB   |
| - | ----------------------- | ------------------ | - | - | - | - | - | - | ---- | ---- |
| 1 | Хікару Накамура (USA)   | 2884               | X | ½ | ½ | 1 | 1 | ½ | 3.5  | 7.75 |
| 2 | Вішванатан Ананд (IND)  | 2764               | ½ | X | ½ | ½ | 1 | 1 | 3.5  | 6.75 |
| 3 | Володимир Крамник (RUS) | 2817               | ½ | ½ | X | ½ | 1 | 1 | 3.5  | 6.75 |
| 4 | Аніш Гірі (NED)         | 2793               | 0 | ½ | ½ | X | ½ | 1 | 2.5  | 4.75 |
| 5 | Левон Аронян (ARM)      | 2814               | 0 | 0 | 0 | ½ | X | 1 | 1.5  | 1.75 |
| 6 | Олексій Широв (LAT)     | 2682               | ½ | 0 | 0 | 0 | 0 | X | 0.5  | 1.75 |

### Об'єднані остаточні результати
| № | Гравець                 | Очки | SB    |
| - | ----------------------- | ---- | ----- |
| 1 | Хікару Накамура (USA)   | 10.5 | 22.75 |
| 2 | Вішванатан Ананд (IND)  | 10.5 | 21.75 |
| 3 | Володимир Крамник (RUS) | 9.5  | 20.25 |
| 4 | Аніш Гірі (NED)         | 5.5  | 11.75 |
| 5 | Левон Аронян (ARM)      | 5.5  | 9.25  |
| 6 | Олексій Широв (LAT)     | 3.5  | 9.75  |

### Результати виставкового матчу
У ході турніру відбувся виставковий матч Олександр Морозевич — Борис Гельфанд, який складався з двох партій зі швидким контролем часу. Його переможцем став Борис Гельфанд.
|   | Гравець                   | Рейтинг Ело | 1 | 2 | Очки |
| - | ------------------------- | ----------- | - | - | ---- |
| 1 | Борис Гельфанд (ISR)      | 2735        | ½ | 1 | 1½   |
| 2 | Олександр Морозевич (RUS) | 2683        | ½ | 0 | ½    |